# Sabine Kaack

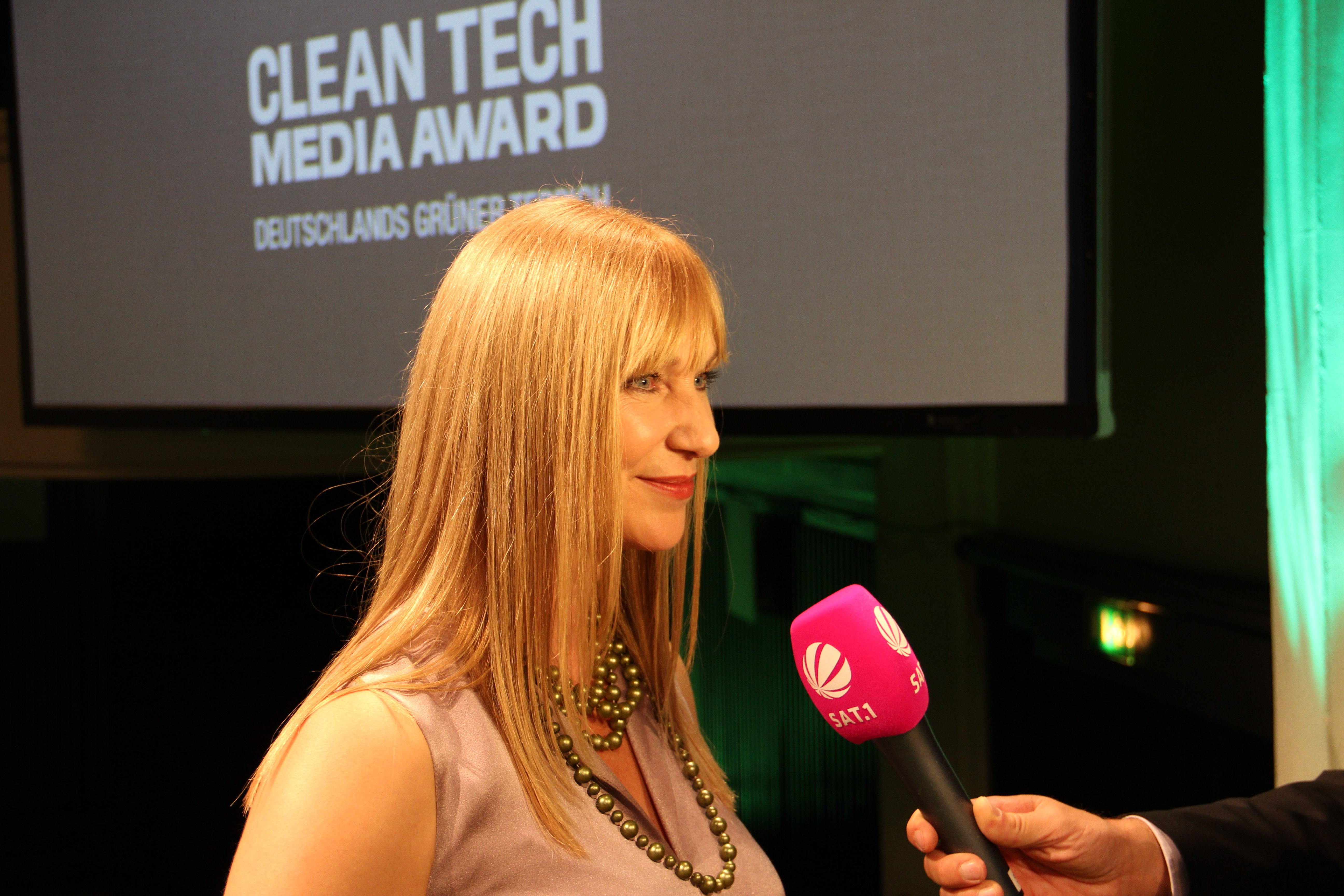
Sabine Kaack, 2011

Sabine Kaack (* 20. Februar 1958 in Nortorf) ist eine deutsche Schauspielerin.

## Leben
Sabine Kaack wuchs in Nortorf auf. Sie lernte als 14-Jährige im Nachbarort Ellerdorf die Schauspielerin Helga Feddersen kennen, die sie zum Vorsprechen an der Hochschule für Musik und darstellende Kunst Hamburg ermutigte. Nach ihrem Schulabschluss mit mittlerer Reife bewarb sich die mittlerweile 16-Jährige an der Filmhochschule und wurde im folgenden Jahr zum Sommersemester aufgenommen. Bereits mit 19 Jahren hatte sie ihr Schauspieldiplom erlangt und erhielt ihr erstes Engagement an der Freien Volksbühne in Berlin.
Bekannt wurde sie in der zwischen 1983 und 1994 laufenden Fernsehserie Diese Drombuschs, in der sie die Rolle der Marion Drombusch spielte. In der letzten Staffel der Serie wurde sie wegen ihrer Schwangerschaft nicht mehr engagiert und durch Susanne Schäfer ersetzt.  2006 bis 2011 war sie in der ZDF-Vorabendserie Da kommt Kalle in der weiblichen Hauptrolle der Pia Andresen zu sehen.
Sabine Kaack wirkt als Botschafterin der Deutschen Rheuma-Liga Berlin e. V.
Sabine Kaack war mit dem Hautarzt Reinhard Pettker verheiratet und hat mit ihm einen gemeinsamen Sohn. Ihren Wohnsitz hatte sie bis Ende 2013 in Berlin, bevor sie nach Nortorf in Schleswig-Holstein zurückkehrte. 2022 wirkte sie in der Sendung Showtime of my Life – Stars gegen Krebs mit.

## Filmografie (Auswahl)
- 1978/80: Onkel Bräsig 1. Staffel, Folge 7 Pomuchelskopp / 2. Staffel, Folge 11 Die Verbrüderung
- 1979: Tödlicher Ausgang
- 1980: Kümo Henriette  23. Seemannsfrauen
- 1982: Aktenzeichen XY … ungelöst Folge 143 (Einspielfilm)
- 1982: St. Pauli-Landungsbrücken (Fernsehserie, Folge 53 Das Geheimnis als Irmel Chaban)
- 1983: Nesthäkchen (Fernsehserie)
- 1983–1992: Diese Drombuschs (Fernsehserie)
- 1984: Jagger und Spaghetti
- 1984–1987: SOKO 5113 (Fernsehserie) – in der Rolle der Kriminalmeisterin Bärbel Mattner
- 1985: Schöne Aussichten
- 1986: Der Junge mit dem Jeep
- 1988: Der Alte – Folge 127: Eiskalt geplant
- 1988: Die Katze
- 1988: Liebesgeschichten (Fernsehserie)
- 1989: Aufs Ganze
- 1989: Tiger, Löwe, Panther
- 1989: Ein Heim für Tiere (Fernsehserie, Staffel 4, Folge 7 als Constanze)
- 1990: Drei Damen vom Grill (Fernsehserie) – in der Nebenrolle der Wiebke Petersen
- 1991: Ein Fall für zwei – Hannas letzte Liebe
- 1992: Glückliche Reise (Fernsehreihe)
- 1992: Mit dem Herzen einer Mutter
- 1992: Karriere mit Elefanten (Fernsehserie)
- 1992: Thea und Nat
- 1992: Zwei Schlitzohren in Antalya (Fernsehserie)
- 1993: Vater braucht eine Frau (Fernsehserie)
- 1993: Kommissar Klefisch – Tod am Meer
- 1993: Briefgeheimnis (Fernsehserie)
- 1995–1997: Neues vom Süderhof (Fernsehserie)
- 1997: Die Camper (Fernsehserie)
- 1997: Ein todsicheres Ding
- 1997: Ein unvergeßliches Wochenende… auf den Kanarischen Inseln
- 1998: Tod auf Amrum
- 1999: Bang Boom Bang – Ein todsicheres Ding
- 1999: Drei Chinesen mit dem Kontrabass
- 2001: Die Boegers (Fernsehserie)
- 2001: Es muss Liebe sein
- 2002: Für alle Fälle Stefanie – Episode Nachtschicht 8 Folge 1 oder Folge 260 als Jutta
- 2002: Hinter Gittern – Der Frauenknast, Episode: Wer war’s (Fernsehserie)
- 2003: Sex Up – Jungs haben’s auch nicht leicht
- 2003: Gute Zeiten, schlechte Zeiten – Episode 12 (40 Teile)
- 2004: Bei hübschen Frauen sind alle Tricks erlaubt
- 2005: Sex Up – Ich könnt’ schon wieder
- 2005: Lindenstraße (Fernsehserie)
- 2006: In aller Freundschaft
- 2006: König Otto / TV-Film
- 2006: Unser Charly / ZDF
- 2007: Immer Fair bleiben / RTL
- 2007: In aller Freundschaft – Episode Umwege 10 Folge 14 als Hedwig Rabe
- 2007–2011: Da kommt Kalle (Fernsehserie ZDF / Hauptrolle)
- 2016: Notruf Hafenkante (Die zweite Chance)

## Werke
- Dor bün ik tohuus – Geschichten un Gedichten ut mien Heimat. Quickborn-Verlag, Hamburg 2019, ISBN 978-3-87651-456-7